# Phyllanthus arenarius
Phyllanthus arenarius är en emblikaväxtart som beskrevs av Lucien Beille. Phyllanthus arenarius ingår i släktet Phyllanthus och familjen emblikaväxter.

## Underarter
Arten delas in i följande underarter:
- P. a. arenarius
- P. a. yunnanensis